# Khao Sod
Khao Sod (em tailandês: ข่าวสด ; em português significa, possivelmente, "notícias frescas" ou "notícias atuais") é um jornal diário tailandês com circulação nacional. Fundado em 9 de abril de 1991, Khao Sod é o jornal mais jovem do grupo de comunicação Publishing Group Matichon, que também opera duas outras publicações de notícias diárias, Matichon e Prachachat.
Khao Sod possui uma orientação muito popular. Seus registros de circulação registram 300 mil exemplares vendidos por dia. No entanto, apesar de notícias focadas sobre crimes, assuntos locais, e entretenimento, como outros grandes jornais nacionais (como Thai Rath e Daily News), o jornal também permanece interessado em questões políticas e sociais, de maneira similar a outras publicações. Khao Sod é gerido por Kanchai Boonparn, que também supervisiona o Grupo Matichon como um todo.